# Copa América 1979
Copa América 1979 bylo 31. mistrovství pořádané fotbalovou asociací CONMEBOL. Vítězem se stala Paraguayská fotbalová reprezentace.

## Hrací formát
Peru bylo jako obhájce titulu nasazeno přímo do semifinále. Zbylá devítka týmů byla rozlosována do tří skupin po třech týmech. Ve skupinách se utkal dvoukolově každý s každým. Vítězové skupin následně postoupili do semifinále. V semifinále a finále se hrálo systémem doma a venku.

## Soupisky
Podrobnější informace naleznete v článku Copa América 1979 (soupisky).

## První fáze

### Skupina A
| Tým       | B | Z | V | R | P | VG | IG |
| --------- | - | - | - | - | - | -- | -- |
| Chile     | 5 | 4 | 2 | 1 | 1 | 10 | 2  |
| Kolumbie  | 5 | 4 | 2 | 1 | 1 | 5  | 2  |
| Venezuela | 2 | 4 | 0 | 2 | 2 | 1  | 12 |

| 1. srpna 1979 |     |          |                                                                     |
| Venezuela     | 0:0 | Kolumbie | Pueblo Nuevo, San Cristóbal diváci: 18 000 rozhodčí: Luis Barrancos |
|               |     |          | Pueblo Nuevo, San Cristóbal diváci: 18 000 rozhodčí: Luis Barrancos |

| 8. srpna 1979 |     |            |                                                                   |
| Venezuela     | 1:1 | Chile      | Pueblo Nuevo, San Cristóbal diváci: 14 000 rozhodčí: César Pagano |
| Carvajal 70'  |     | Peredo 81' | Pueblo Nuevo, San Cristóbal diváci: 14 000 rozhodčí: César Pagano |

| 15. srpna 1979 |     |       |                                                                         |
| Kolumbie       | 1:0 | Chile | Estadio El Campín, Bogotá diváci: 45 000 rozhodčí: Romualdo Arppi Filho |
| Ríaz 21'       |     |       | Estadio El Campín, Bogotá diváci: 45 000 rozhodčí: Romualdo Arppi Filho |

| 22. srpna 1979                                  |     |           |                                                                    |
| Kolumbie                                        | 4:0 | Venezuela | Estadio El Campín, Bogotá diváci: 30 000 rozhodčí: Carlos Espósito |
| Iguarán 17' Valverde 53' Chaparro 59' Morón 86' |     |           | Estadio El Campín, Bogotá diváci: 30 000 rozhodčí: Carlos Espósito |

| 29. srpna 1979                                             |     |           |                                                                  |
| Chile                                                      | 7:0 | Venezuela | Estadio Nacional, Santiago diváci: 70 000 rozhodčí: Enrique Labó |
| Peredo 3', 59' Rivas 38', 54' Véliz 76' Soto 80' Yañez 84' |     | Paéz      | Estadio Nacional, Santiago diváci: 70 000 rozhodčí: Enrique Labó |

| 5. září 1979           |     |          |                                                                      |
| Chile                  | 2:0 | Kolumbie | Estadio Nacional, Santiago diváci: 85 000 rozhodčí: Wilfredo Cáceres |
| Caszely 14' Peredo 58' |     |          | Estadio Nacional, Santiago diváci: 85 000 rozhodčí: Wilfredo Cáceres |

### Skupina B
| Tým       | B | Z | V | R | P | VG | IG |
| --------- | - | - | - | - | - | -- | -- |
| Brazílie  | 5 | 4 | 2 | 1 | 1 | 7  | 5  |
| Bolívie   | 4 | 4 | 2 | 0 | 2 | 4  | 7  |
| Argentina | 3 | 4 | 1 | 1 | 2 | 7  | 6  |

| 18. července 1979 |     |           |                                                                        |
| Bolívie           | 2:1 | Argentina | Estadio Hernando Siles, La Paz diváci: 40 000 rozhodčí: Octavio Sierra |
| Reynaldo 29', 66' |     | Pópez 5'  | Estadio Hernando Siles, La Paz diváci: 40 000 rozhodčí: Octavio Sierra |

| 26. července 1979        |     |                             |                                                                         |
| Bolívie                  | 2:1 | Brazílie                    | Estadio Hernando Siles, La Paz diváci: 40 000 rozhodčí: Octavio Sánchez |
| Aragonés 36' (pen.), 63' |     | Roberto Dinamite 30' (pen.) | Estadio Hernando Siles, La Paz diváci: 40 000 rozhodčí: Octavio Sánchez |

| 2. srpna 1979    |     |            |                                                                            |
| Brazílie         | 2:1 | Argentina  | Estádio do Maracanã, Rio de Janeiro diváci: 130 000 rozhodčí: Edison Pérez |
| Zico 2' Tita 54' |     | Coscia 29' | Estádio do Maracanã, Rio de Janeiro diváci: 130 000 rozhodčí: Edison Pérez |

| 8. srpna 1979                          |     |         |                                                                               |
| Argentina                              | 3:0 | Bolívie | Estadio José Amalfitani, Buenos Aires diváci: 30 000 rozhodčí: Sergio Vázquez |
| Passarella 1' Gáspari 15' Maradona 65' |     |         | Estadio José Amalfitani, Buenos Aires diváci: 30 000 rozhodčí: Sergio Vázquez |

| 16. srpna 1979    |     |         |                                                                  |
| Brazílie          | 2:0 | Bolívie | Estádio Morumbi, São Paulo diváci: 50 000 rozhodčí: José Vergara |
| Tita 46' Zico 90' |     |         | Estádio Morumbi, São Paulo diváci: 50 000 rozhodčí: José Vergara |

| 23. srpna 1979                  |     |                               |                                                                         |
| Argentina                       | 2:2 | Brazílie                      | Estadio Monumental, Buenos Aires diváci: 68 000 rozhodčí: Roque Cerullo |
| Passarella 38' Ríaz 71' Gallego |     | Sócrates 17', 65' (pen.) Zico | Estadio Monumental, Buenos Aires diváci: 68 000 rozhodčí: Roque Cerullo |

### Skupina C
| Tým      | B | Z | V | R | P | VG | IG |
| -------- | - | - | - | - | - | -- | -- |
| Paraguay | 6 | 4 | 2 | 2 | 0 | 6  | 3  |
| Uruguay  | 4 | 4 | 1 | 2 | 1 | 5  | 5  |
| Ekvádor  | 2 | 4 | 1 | 0 | 3 | 4  | 7  |

| 29. srpna 1979           |     |                            |                                                                            |
| Ekvádor                  | 1:2 | Paraguay                   | Estadio Olímpico Atahualpa, Quito diváci: 45 000 rozhodčí: Carlos Espósito |
| Torres Garcés 64' (pen.) |     | Talavera 22' Solalinde 77' | Estadio Olímpico Atahualpa, Quito diváci: 45 000 rozhodčí: Carlos Espósito |

| 5. září 1979          |     |                                   |                                                                                 |
| Ekvádor               | 2:1 | Uruguay                           | Estadio Olímpico Atahualpa, Quito diváci: 30 000 rozhodčí: Romualdo Arppi Filho |
| Tenorio 6' Alarcón 9' |     | Victorino 79' (pen.) Castillo 65' | Estadio Olímpico Atahualpa, Quito diváci: 30 000 rozhodčí: Romualdo Arppi Filho |

| 13. září 1979        |     |         |                                                                     |
| Paraguay             | 2:0 | Ekvádor | Defensores del Chaco, Asunción diváci: 25 000 rozhodčí: Abel Gnecco |
| Morel 27' Osorio 48' |     |         | Defensores del Chaco, Asunción diváci: 25 000 rozhodčí: Abel Gnecco |

| 16. září 1979                           |     |                                |                                                                        |
| Uruguay                                 | 2:1 | Ekvádor                        | Estadio Centenario, Montevideo diváci: 25 000 rozhodčí: Oscar Scolfaro |
| Bica 4' Victorino 57' (pen) Maneiro 78' |     | Klinger 77' Granda 57' Ron 81' | Estadio Centenario, Montevideo diváci: 25 000 rozhodčí: Oscar Scolfaro |

| 20. září 1979 |     |         |                                                                        |
| Paraguay      | 0:0 | Uruguay | Defensores del Chaco, Asunción diváci: 25 000 rozhodčí: Sergio Vásquez |
| Ovelar 35'    |     |         | Defensores del Chaco, Asunción diváci: 25 000 rozhodčí: Sergio Vásquez |

| 26. září 1979            |     |                |                                                                      |
| Uruguay                  | 2:2 | Paraguay       | Estadio Centenario, Montevideo diváci: 18 000 rozhodčí: Edison Pérez |
| Milar 54' (pen.) Paz 83' |     | Morel 34', 88' | Estadio Centenario, Montevideo diváci: 18 000 rozhodčí: Edison Pérez |

## Play off

### Semifinále
| 17. října 1979 |     |                  |                                                                   |
| Peru           | 1:2 | Chile            | Estadio Nacional, Pima diváci: 50 000 rozhodčí: Arppi Filho (BRA) |
| Mosquera 71'   |     | Caszely 36', 76' | Estadio Nacional, Pima diváci: 50 000 rozhodčí: Arppi Filho (BRA) |

| 24. října 1979 |     |      |                                                                               |
| Chile          | 0:0 | Peru | Estadio Nacional, Santiago de Chile diváci: 75 000 rozhodčí: Cardellino (URU) |
|                |     |      | Estadio Nacional, Santiago de Chile diváci: 75 000 rozhodčí: Cardellino (URU) |

 Chile zvítězilo celkovým skóre 2:1 a postoupilo do finále.
| 24. října 1979            |     |              |                                                                        |
| Paraguay                  | 2:1 | Brazílie     | Defensores del Chaco, Asunción diváci: 50 000 rozhodčí: Barretto (URU) |
| E. Morel 16' Talavera 35' |     | Palhinha 79' | Defensores del Chaco, Asunción diváci: 50 000 rozhodčí: Barretto (URU) |

| 31. října 1979                 |     |                         |                                                                  |
| Brazílie                       | 2:2 | Paraguay                | Maracaná, Rio de Janeiro diváci: 80 000 rozhodčí: Espósito (ARG) |
| Falcão 29' Sócrates 61' (pen.) |     | M. Morel 31' Romero 68' | Maracaná, Rio de Janeiro diváci: 80 000 rozhodčí: Espósito (ARG) |

 Paraguay zvítězila celkovým skóre 4:3 a postoupila do finále.

### Finále
| 28. listopadu 1979           |     |       |                                                                       |
| Paraguay                     | 3:0 | Chile | Defensores del Chaco, Asunción diváci: 40 000 rozhodčí: Ra Rosa (URU) |
| Romero 12', 85' M. Morel 36' |     |       | Defensores del Chaco, Asunción diváci: 40 000 rozhodčí: Ra Rosa (URU) |

| 5. prosince 1979 |     |          |                                                                            |
| Chile            | 1:0 | Paraguay | Estadio Nacional, Santiago de Chile diváci: 55 000 rozhodčí: Barreto (URU) |
| Rivas 10'        |     |          | Estadio Nacional, Santiago de Chile diváci: 55 000 rozhodčí: Barreto (URU) |

Ve finále se nesčítalo skóre. Vzhledem k tomu, že oba týmy jednou vyhrály, o titulu měl rozhodnout dodatečný zápas na neutrální půdě.

### Rozhodující zápas na neutrální půdě
| 11. prosince 1979 |              |       |                                                                            |
| Paraguay          | 0:0 (prodl.) | Chile | Estadio José Amalfitani, Buenos Aires diváci: 6 000 rozhodčí: Coelho (BRA) |
|                   |              |       | Estadio José Amalfitani, Buenos Aires diváci: 6 000 rozhodčí: Coelho (BRA) |

Rozhodující zápas nerozhodl ani po prodloužení. Sečetlo se proto skóre z prvních dvou zápasů a  Paraguay získala titul díky vítězství 3:1.